# Leyonfeldt

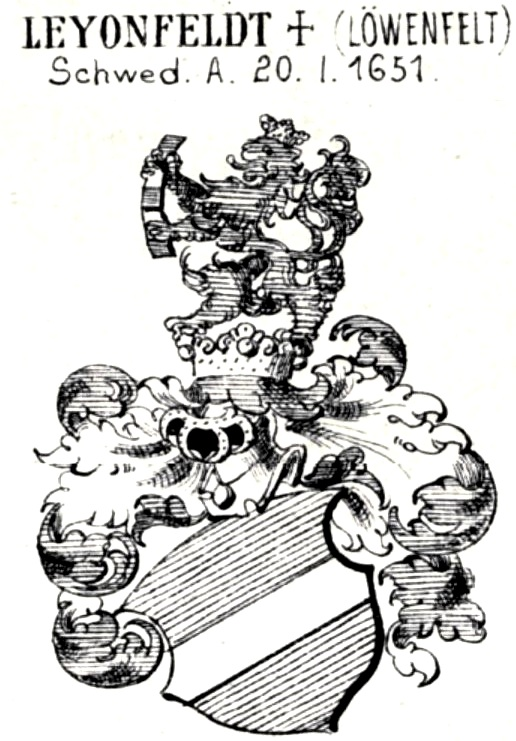
Wappen derer von Leyonfeldt (Löwenfelt), nobilitiert 1651

Leyonfeldt (auch: Löwenfelt, Leyonfeld, Lejonfelt, Leijonfelt, Leijonfeld, Löwenfeld, Lovenfeld, Loewenfelt, Löwenfäldt, Loewenfeldt, Leuwenfelt) ist der Name verschiedener Briefadelsgeschlechter ohne nachweisliche Stammesverwandtschaft.

## Baltische Familie Kippe, 1651 geadelte Leyonfeldt

### Geschichte
Leyonfeldt (auch: Löwenfelt) war zunächst der verliehene Adelsname des 1651 schwedisch nobilitierten Juristen und Assessors des Livländischen Hofgerichts, Joachim Kippe (geboren um 1612 in Riga, verstorben am 26. Juli 1652 zu Kexholm, auch Kippen). Dieser immatrikulierte sich im Juli 1631 (Nr. 287) an der Universität Königsberg, und disputierte 1632 unter dem Namen Joachim Kippius Riga-Livonus über de testamentis ordinandis bei Christian Ohm. 1639 war Joachim Landgerichtsassessor, 1644 Notar des livländischen Ober-Konsistoriums, später Kommisorialrat in Livland, dann Assessor am Wendenschen Landgericht und Dörptschen Hofgericht. Am 20. Januar 1651 wurde er als Hofgerichtsrat in den schwedischen Adelsstand erhoben.

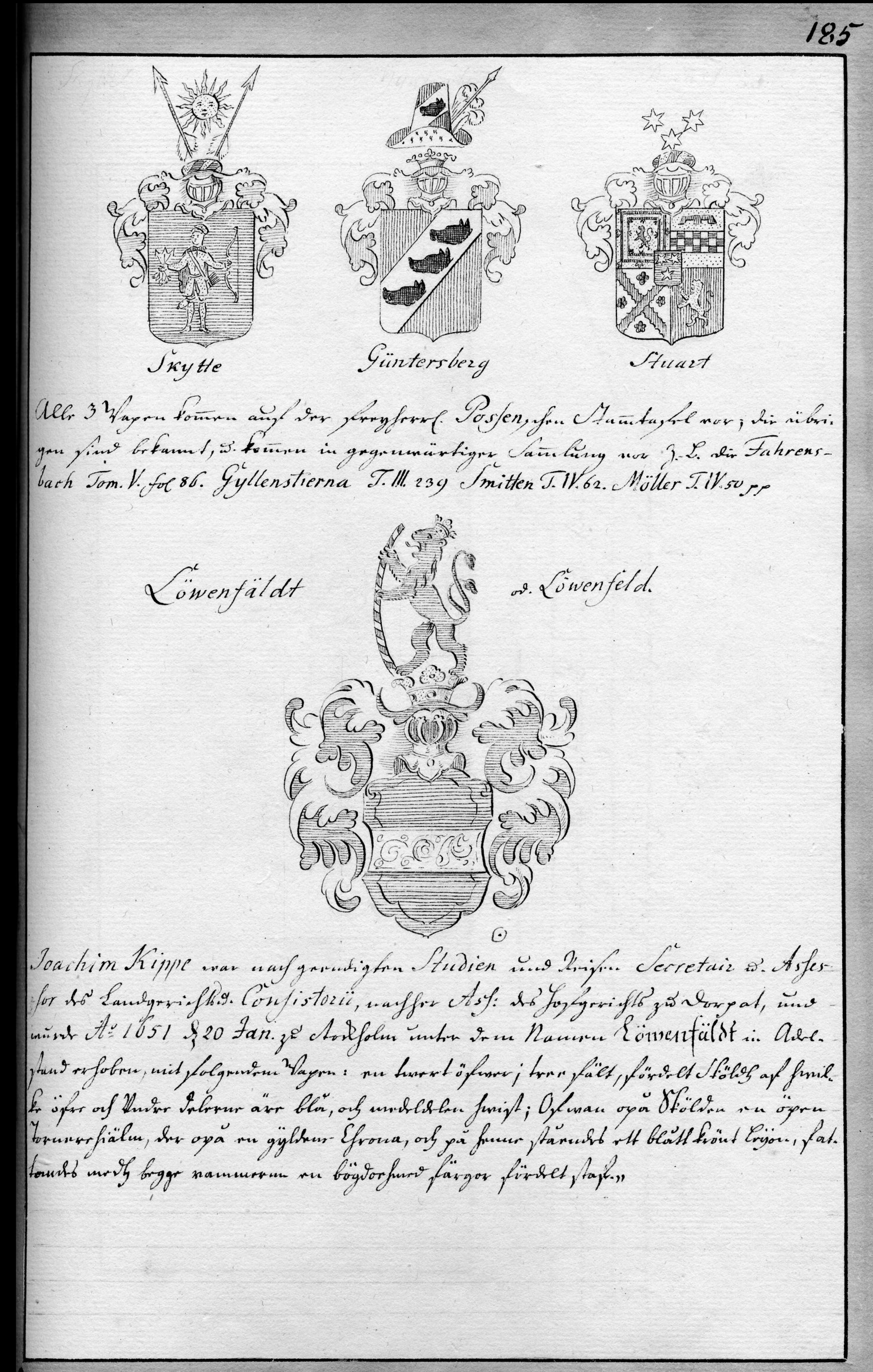
Wappen derer von Löwenfeld und Blasonierung (1797)

Schon vor der Nobilitierung war Joachim Kippe im Besitz von Landgütern. Am 30. August 1649 wurde ihm das, bereits 1644 durch Kauf erworbene, Gut Rammenhof im Kirchspiel Segewold als Allod von Königin Christina geschenkt. Zudem gelangte er 1645 in den Besitz der im Kirchspiel Marienburg gelegenen Güter Beyenhof (Baienhof, Kerstenhof) und Babetzky.
Ob sich die Standeserhebung 1651 auch auf die Verwandtschaft Joachim Kippe von Leyonfeldts erstreckte ist unklar, jedenfalls sind seit 1651 vermehrt Heiraten der zu Riga alteingesessenen Bürgersfamilie Kippe mit anderen, etwa kontemporär nobilitierten, Adelsgeschlechtern festzustellen (Kruse, Liphart; Mensenkampff, Reincken). Nach Joachims Tod 1652 ohne männliche Nachkommen erhielt der Hofgerichtsassessor Johann Helmes (* 1622; † vor 1672) eine Anwartschaft auf Beyenhof und Babetzky, kam aber nicht in deren Besitz. Diese Güter waren hingegen um 1725 in der Hand der Nachfahren von Joachims Tochter, der Familie von Kruse.
Am 25. Mai 1646 ehelichte Joachim Kippe seine Gattin Elisabeth, Tochter des Hinrich Witte († 1645), aus dem 1652 geadelten Ratsherrengeschlecht Witte von Schwanenberg, das öfters den Ältesten der Großen Gilde und Bürgermeister in Riga stellte. Joachims Tochter heiratete um 1661 den römisch-kaiserlichen Residenten am schwedischen Königshof, Heinrich bzw. Christian Kruse (am 29. März 1664 in den rittermäßigen Adelsstandes für das Reich erhoben) und hatte die Söhne Carl Magnus (noch 1683 erbgesessen auf Gut Rammenhof), ggf. Christian und Johann Zacharias von Kruse († vor 1710; sein Sohn Johann Friedrich von Kruse († 1756) sitzt 1725 auf Babetzky und Beyenhof).

### Wappen
Blasonierung: In Blau ein silberner Balken. Auf dem gekrönten Helme ein gekrönter, doppelschweifiger Löwe, haltend in der Pranke einen gebogenen blauen Stab mit zwei silbernen Spangen.

### Weiterer Familienkreis und Herkunft (Auszüge)

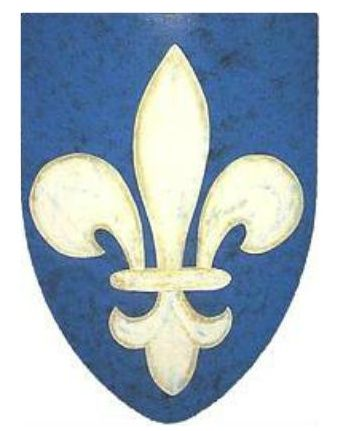
Wappen Joachim Kippe, Riga (um 1602)

Hans Kippe († v. 1595), 1563 Besitzer von Häusern u. a. in der (Kalk- und Kaufstraße), Fleischermeister in Riga; ⚭ Gretken Damsell
- Hans Kippe d. J. († 1614); Bürger, 1585 Kleine Gilde in Riga; ⚭ Heile N.N.
  - Caspar Kippe (* 1589; † 1653 in Riga), Fleischermeister, 1617 Kleine Gilde in Riga
  - Ludwig Kippe († 1644 in Königsberg), Zeugmeister der schwedischen Krone in Livland
  - Otto Kippe (* Riga; † 1657 in Riga, an Pest), kaufte 1642 vom Ältesten der Großen Gilde dessen Haus in der Marstallstraße in Riga, verkaufte 1655 das väterl. Haus bei der Kalkbrücke; ⚭ (I) N.N.; ⚭ (II) Riga 1626 Margaretha Petersen; ⚭ (III) ebd. 1655 Anna Hilling
    - aus (I.) Hans Kippe († 1657); ⚭ Hedwig von Hoffe († 1660), evtl. Enkelin des Rigaer Bürgermeisters Caspar von Hoffe[10] († 20. August 1610)[11][12]

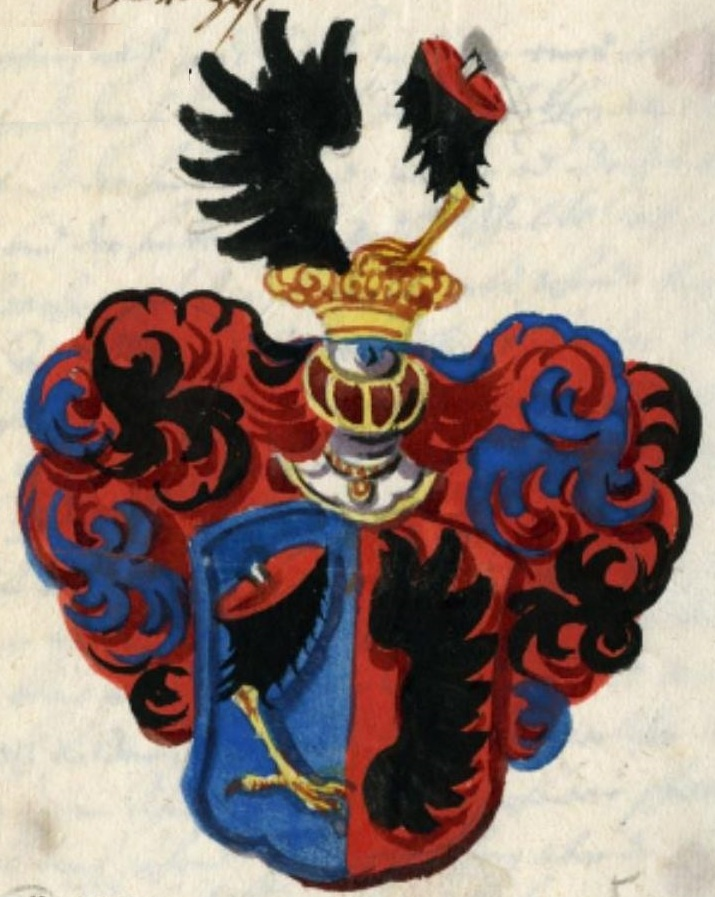
Wappen derer von Kruse (1664)

- Wappen derer von Kruse (1664)Joachim Kippe d. Ä. (* um 1579, † 31. Mai 1618 Riga), 1602, 1608 Schul-Collega an der Domschule Riga; ⚭ Ursula Klant (* 1582), Tochter des Rigaer Kaufmanns Caspar Klant
  - Helena Kippe; ⚭ Franz Abraham Reinken (* 1601 in Rīga) Landrichter des Bischoftums Wenden
    - Helena Reinken (* Wenden; † n. 1698); ⚭ 1660 Assessor Justus von Mensenkampff
    - Joachim Henrich Reinken (* 1648 Wenden; † 1716 Bremen), ebd. 1693 schwedischer Kapitän; ⚭ ebd. 1693 Lucia Maria von Hastfer

  - Joachim Kippe, 1651 von Leyonfeldt (* um 1612 in Riga; † 26. Juli 1652 in Kexholm); ⚭ zu Riga 25. Mai 1646 Elisabeth Witte (* 1620 Riga; † 21. Mai 1650 ebd.)
    - N. von Leyonfeld (* ca. 1646); ⚭ 1661 Christian Kruse, dieser erhielt 1661 Beyenhof, 1663 Babetzky und 1669 Rammenhof, die Güter seines Schwiegervaters Joachim, von König Karl XII verliehen[13] und wurde 1664[14] in den kaiserlichen Reichsadelsstand erhoben
      - Carl Magnus von Kruse († n.1700), 1683 Herr von Rammenhof, 1695 schwedischer Fähnrich, kinderlos
      - Johann Zacharias von Kruse († v. 1710); ⚭ Sophia Gertruda von Rosen

  - Anna Kippe († 31. Januar 1698 in Pernau); ⚭ 16. Januar 1648 Johann von Liphart auf Wölla, Hofmeister der Gräfin Thurn, Landgerichtsassessor (Tochter Ursula; ⚭ I. Adam Friedrich von Fischbach, 1675 geadelt; ⚭ II. Wilhelm von Völkersahm auf Welkenhof)[15][16]

## Baltische Familie Mülhausen, 1652 geadelte Leijonfelt/Leuwenfelt

### Geschichte

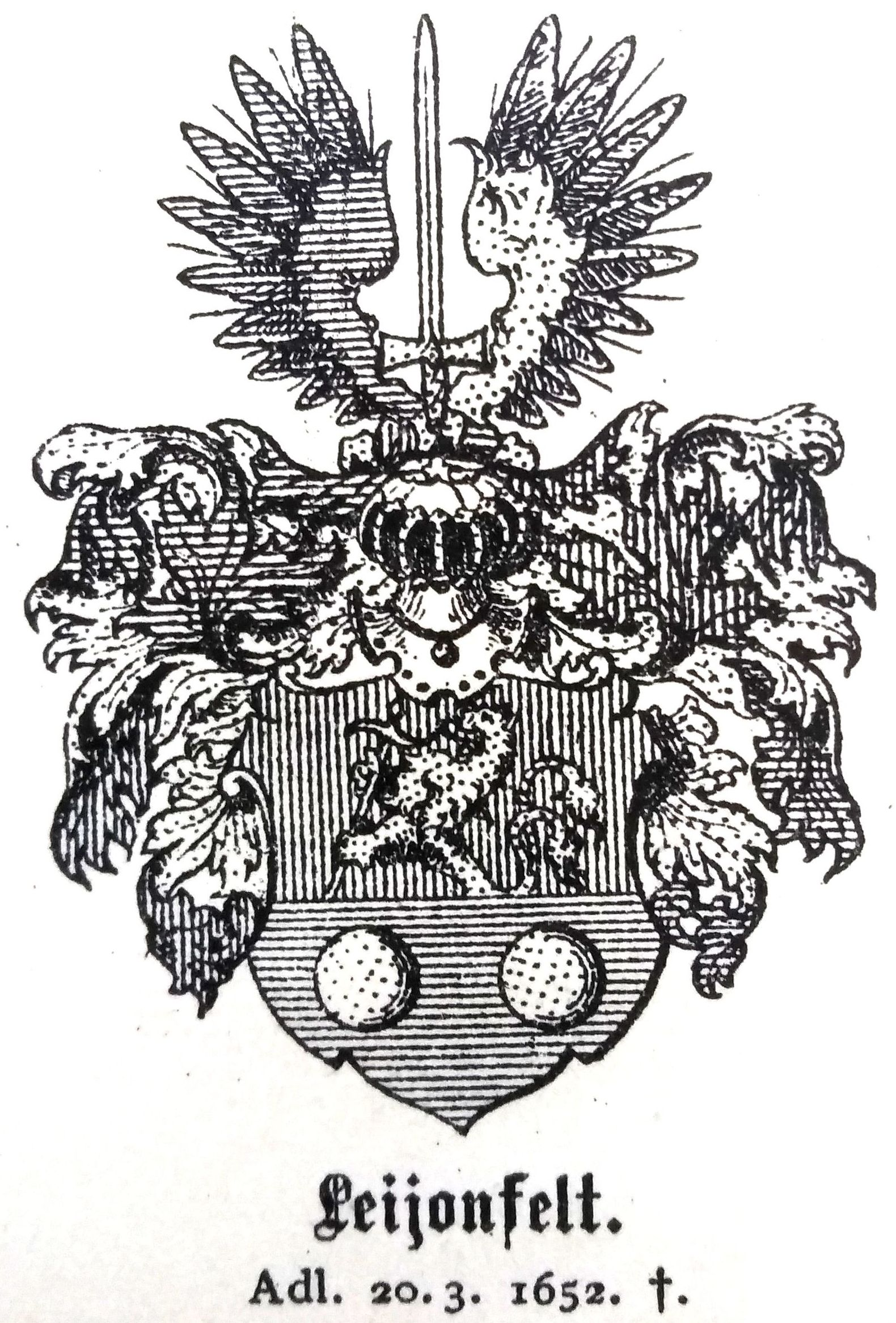
Wappen derer von Leijonfelt (1652)

Der Name Leijonfelt oder von Löwenfeldt wurde schon am 20. März 1652 erneut bei einer schwedischen Nobilitierung vergeben, nämlich für langjährige Dienste an einen gewissen Conrad von Mülhausen, Hauptmann des Infanterieregiments Östgöta. Jedoch wurde dieser nicht in den immatrikulierten Adel aufgenommen. Seine Gattin war wohl Anna Dorothea von Duberen († um 1679), eine vermeintliche spätere Nachfahrin aus dieser Ehe war Gertrud von Leuwenfelt, die am 10. November 1719 in Tobolsker Gefangenschaft den Hauptmann Fredrik Born ehelichte.

### Wappen
Blasonierung: Geteilter Schild, oben rot, darin ein stehender halber Löwe, der mit den Pranken eine Partisane hält. Das untere Feld blau, darin zwei Kugeln. Auf dem Schild ein bewulsteter Turnierhelm mit rot-blau-gelben Helmdecken, auf dem Helm steht ein blankes Schwert zwischen einem blauen und einem gelben Adlerflügel. (nach Schlegel und Klingspor 1875)

## Stockholmer Familie Eijse (Eisen), 1662 geadelte Leijonfelt

### Geschichte
Am 15. Juli 1662 wurde der Name an Vizeadmiral Henrik Thomasson Eijse (1621–1679) verliehen, mit Introduzierung als Leijonfelt bei der Adelsklasse der schwedischen Ritterschaft im Jahr 1664 (Nr. 707). Das frisch nobilitierte Geschlecht erlosch um 1708 im Mannesstamm schon nach zwei Generationen.

### Wappen des Sippenkreises

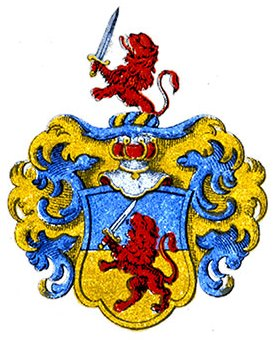
Wappen derer von Leijonfelt (nobilitiert 1662)
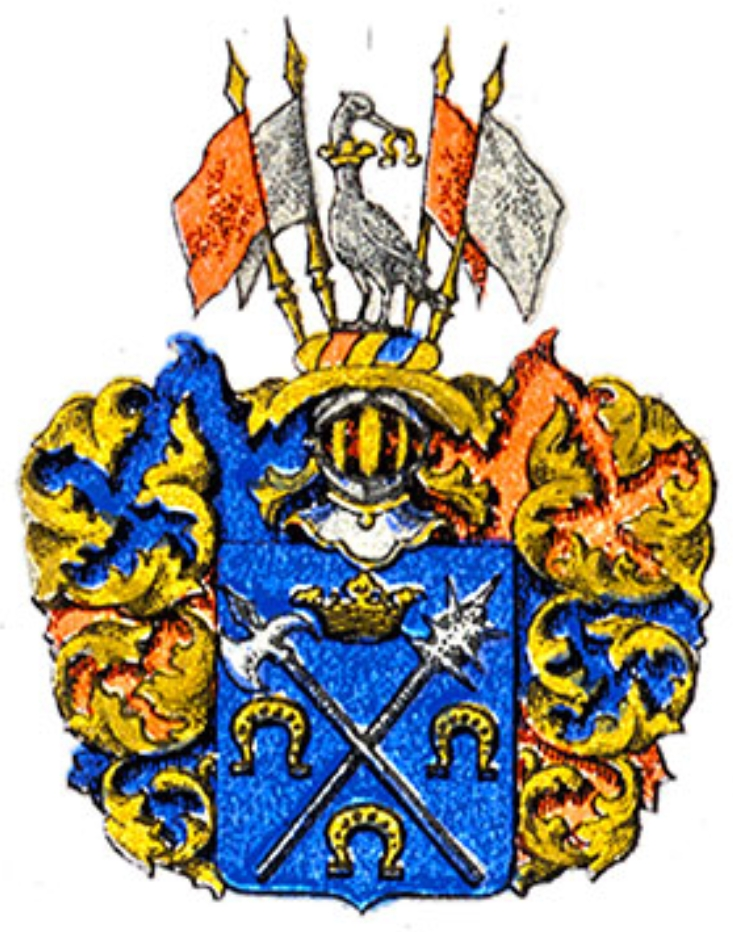
Wappen derer von Eisen (nobilitiert 1681)
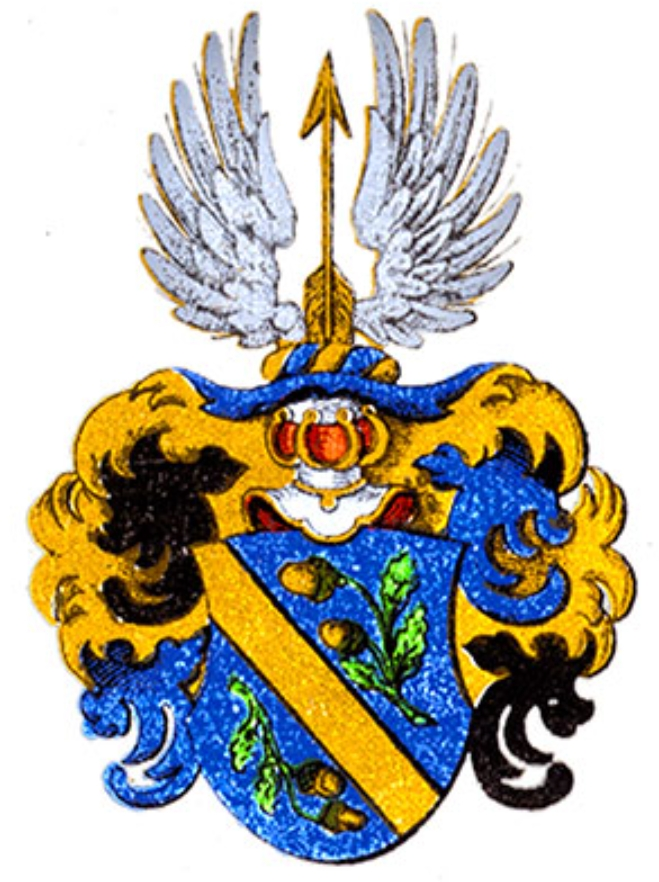
Wappen derer von Schröer (nobilitiert 1652)

### Personen
- Tomas Johansson Eijse (1580–1658), bedeutender Kaufmann, Bürgermeister in Stockholms nördlicher Vorstadt 1623, nach Eingemeindung einer von den 48 Ältesten zu Stockholm 1635–1656.
  - Didrik Tomasson Eijse (* 24. Juni 1632 in Stockholm; † 1. Mai 1697 ebd.), 1654 einfacher Soldat in den Diensten des englischen Protektors Thomas Cromwell, 1672 Marschall an der schwedischen Botschaft in England und Holland, 1676 Schlacht bei Lund, 1678 Oberstleutnant, 1681 geadelt von Eisen[19]
  - Henrik Thomasson Eijse (* 11. August 1621 Stockholm; † 16. November 1679 Botkyrka), zunächst auf Seefahrten nach Ostindien, dann 1652 geadelter Leijonfelt[18], ab 15. April 1653 Kapitän der Admiralität, brachte 1658[20] das 36-Kanonen-Schiff Fides (1644[21] dänisch) in Wrangels Flotte, Major und Kommandant der Södermanland-Kompanie 1665, Admiralleutnant 1673, Vizeadmiral 1675; ⚭ Emerentia Lemnius, Tochter des Kämmerers von König Karl IX., Stefan Lemnius (Cousin der 1609 geadelten Linie des Henrik Lemnius)
    - Carl von Leijonfelt, Schiffskapitän der Admiralität
    - Catharina Elisabeth von Leijonfelt († 1732); ⚭ 1680 Benjamin von Schröer (1645–1730), Sterbehausdirektor in Stockholm
    - Johann Wilhelm (* 1655; † 14. Februar 1704 Karlskrona), Hauptmann der Artillerie 1676, Chef der Scharfschützenkompanie von Småland 1677, Tuchmachermeister 1690; ⚭ (I) Catharina von Palmgren (Tochter des Kriegsrats Jonas Mattson Loverus von Palmgren), 2 Töchter und 3 Söhne, ohne männliche Deszendenz.[22]
      - Emerentia Catharina von Leijonfelt; ⚭ Daniel Grundell, Zeugmeister bei der Admiralität

    - Johann Henrik († 1708 in Falmouth), Oberst bei der Admiralität 1705[18]